# Parque del Carmelo
El parque del Carmelo (en catalán: parc del Carmel) se encuentra en el barrio de El Carmelo, en el distrito de Horta-Guinardó de Barcelona. Se ubica alrededor de la montaña del Carmelo, perteneciente a las estribaciones de la sierra de Collserola, justo al lado del parque Güell, del que lo separa el camino de Can Móra, que hace de frontera entre los distritos de Horta-Guinardó y Gracia (al que pertenece el parque Güell). 

## Descripción

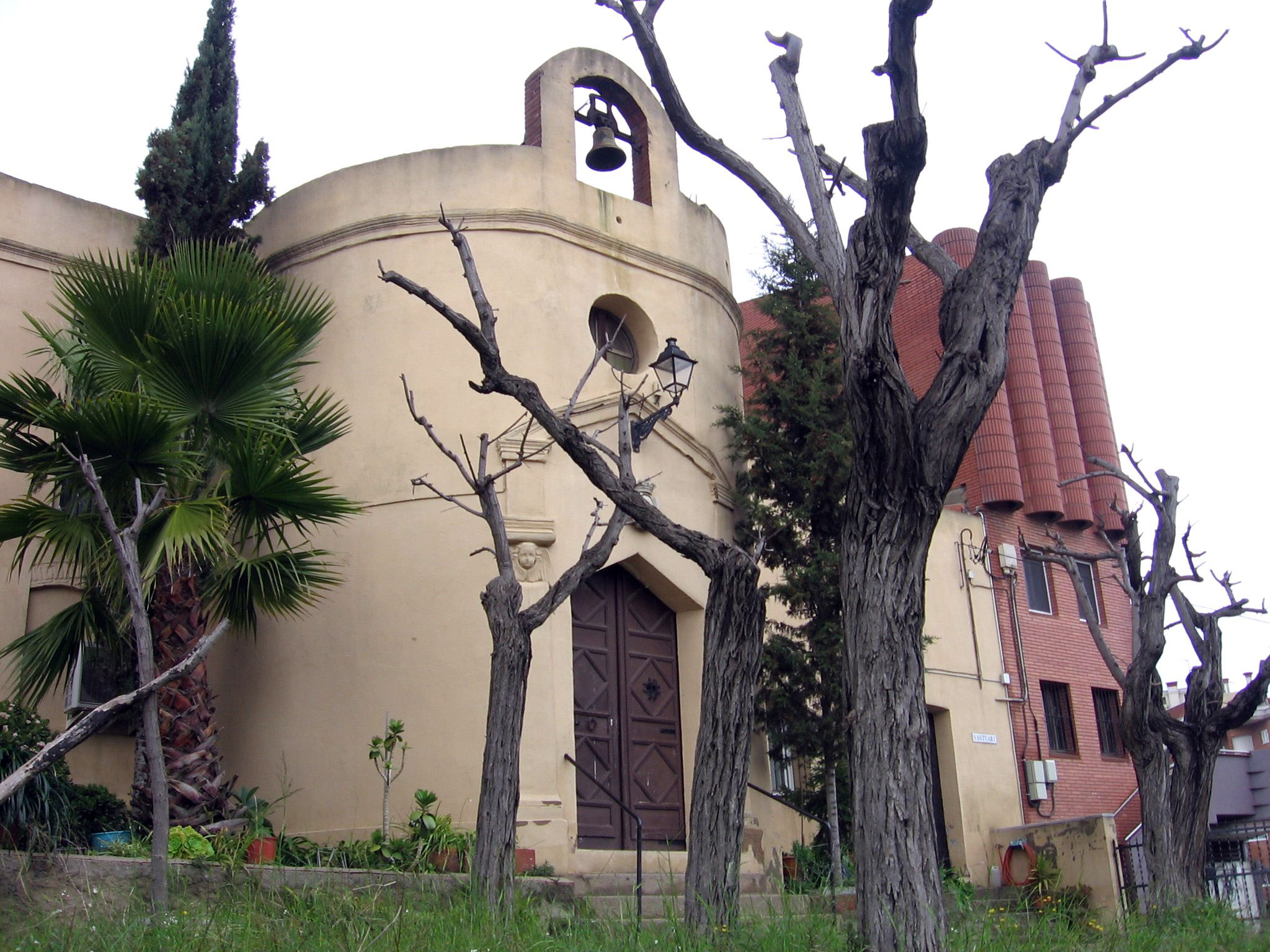
El santuario de Nuestra Señora del Monte Carmelo, que da nombre al barrio y al parque

El parque gira alrededor de la presencia del Monte Carmelo (en catalán: Turó del Carmel, 265,6 m s. n. m.), que forma parte del parque de los Tres Cerros, junto al Turó de la Rovira y el Turó de la Creueta del Coll. Antiguamente era conocido como Turó d'en Móra, y recibió su nombre actual del Santuario de Nuestra Señora del Monte Carmelo, construido en una de sus laderas en el siglo XIX. También es conocido como la Montaña Pelada (en catalán: Muntanya Pelada), por carecer de vegetación en su cima. En su ladera suroeste se sitúa el famoso parque Güell, diseñado por el celebérrimo arquitecto Antoni Gaudí.

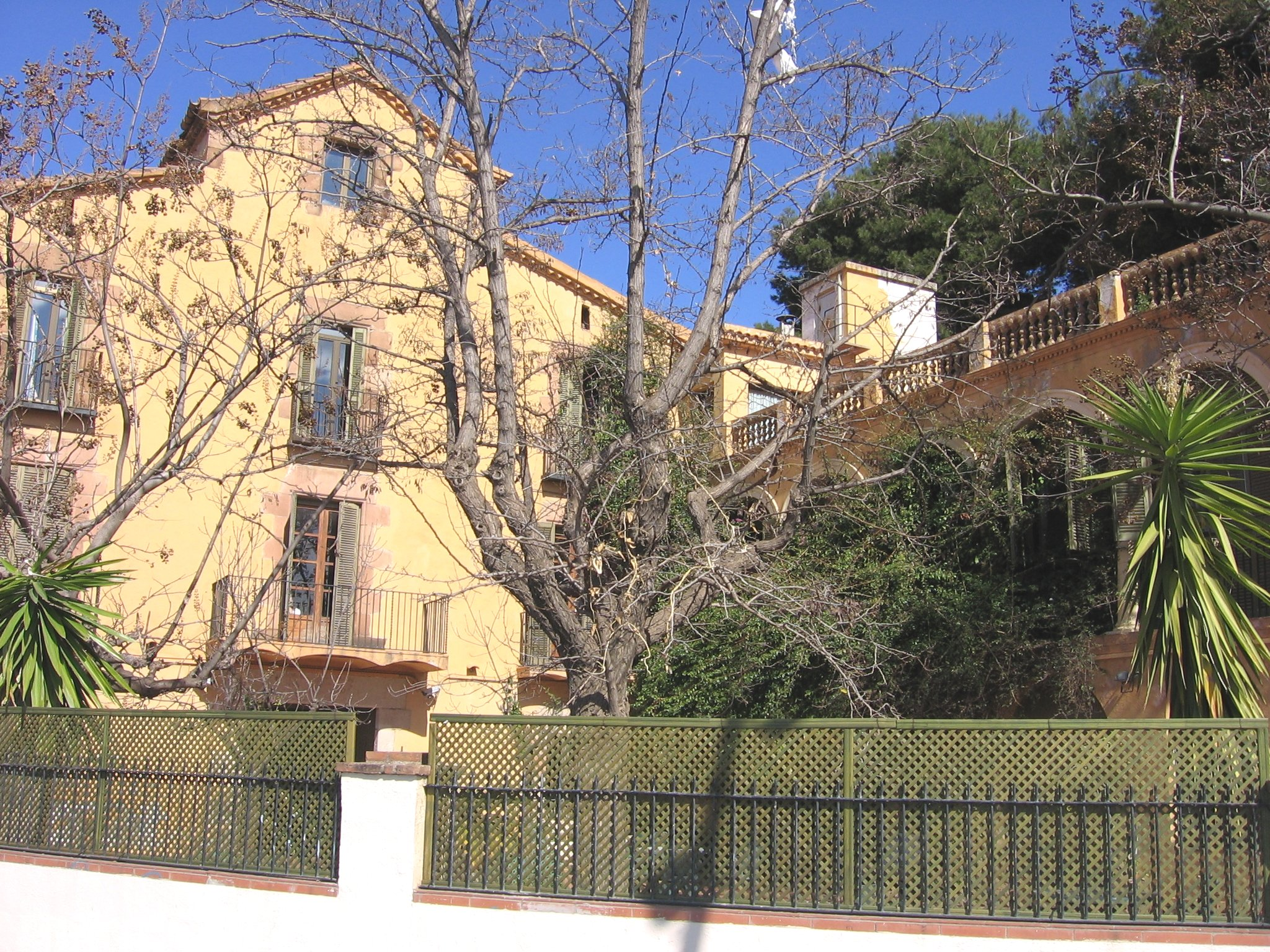
Masía de Can Móra

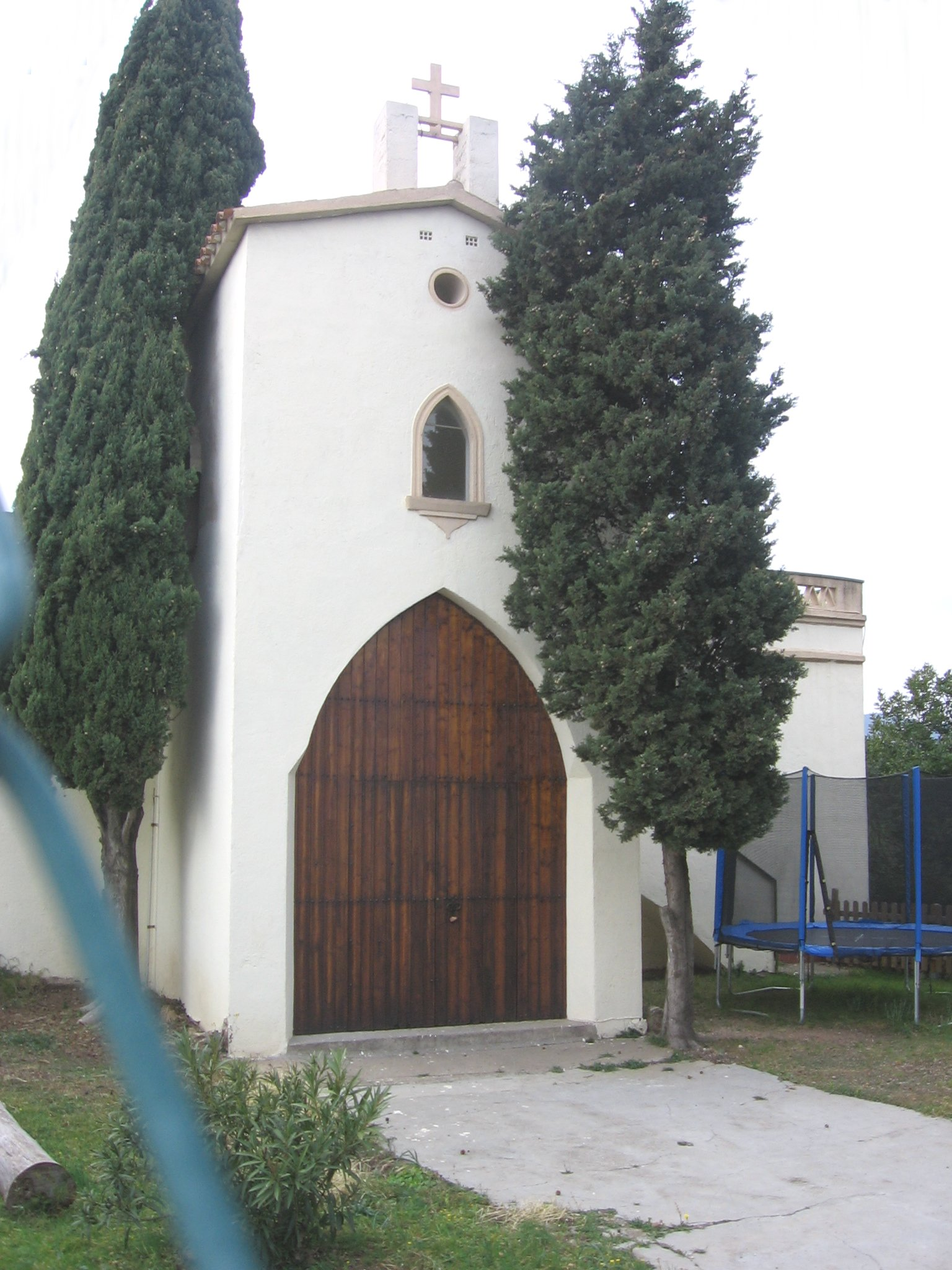
Ermita de Nuestra Señora de Fátima

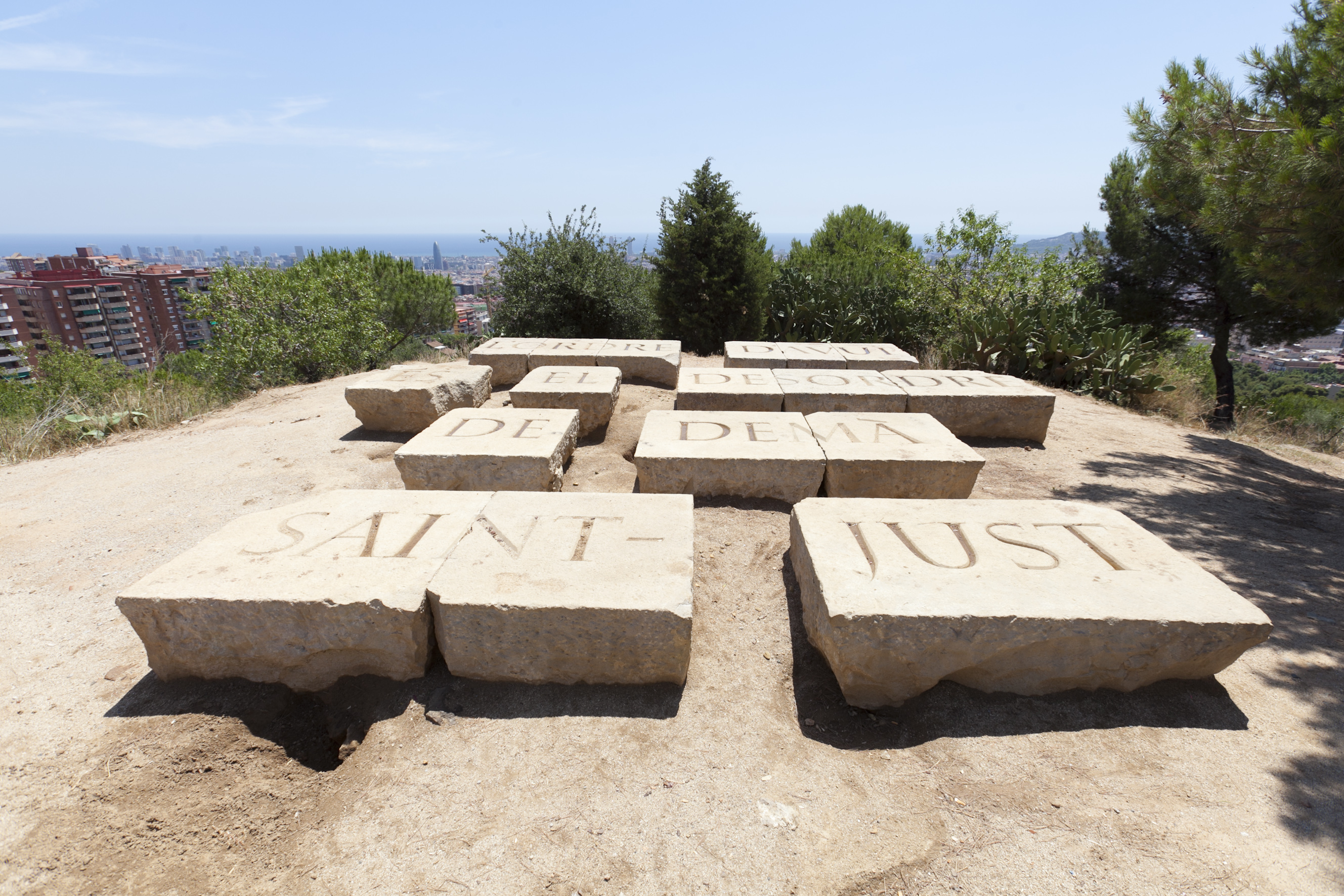
El orden de hoy es el desorden de mañana (Saint-Just), de Ian Hamilton Finlay

A inicios del siglo XIX, El Carmelo era una zona rural, con algunas cuantas masías esparcidas por su territorio, destacando la de Can Móra, que daba nombre entonces a la colina llamada popularmente desde antaño Montaña Pelada, y que era conocida como Turó d'en Móra hasta la construcción del Santuario del Carmelo. El edificio de Can Móra aún existe, en la calle Portell, siendo actualmente un geriátrico.
En su terreno se halla el santuario de Nuestra Señora del Monte Carmelo, construido entre 1860 y 1864 por iniciativa del el ermitaño Miquel Viladoms, y ampliado entre 1985 y 1988 con una nueva iglesia, obra de los arquitectos Francesc de Paula Daumal i Domènech y Miquel Campos Pascual, con un diseño más contemporáneo. Cerca se encuentra también la ermita de Nuestra Señora de Fátima, construida en 1952 por la Obra de Caridad Cristiana de Nuestra Señora de Fátima. También hay dos colegios (Virolai y CEIP Coves d'en Cimany) y dos campos de fútbol, dentro del Complejo Deportivo Municipal Carmelo. Junto a la escuela Virolai hay un mirador con unas magníficas vistas de Barcelona. 
La parte del parque correspondiente a la entrada por la Carretera del Carmelo lleva el nombre de Jardines de Juan Ponce, en honor a Juan Ponce Perujo (Cuevas del Becerro, Málaga, 1905-1989), un vecino del barrio que a través de la Asociación de Vecinos del Carmelo logró muchas mejoras para el barrio; allí se encuentra un casal de ancianos, un área de juegos infantiles y unas pistas de petanca.
En la parte central del parque hay asimismo una obra de arte público, El orden de hoy es el desorden de mañana (Saint-Just) (1999), de Ian Hamilton Finlay, una cita del revolucionario francés Louis-Antoine-Léon Saint-Just, escrita en catorce bloques de piedra situados en el suelo, simulando lápidas de una necrópolis, en un conjunto de unos 6 m².